# Cerro Marmolejo

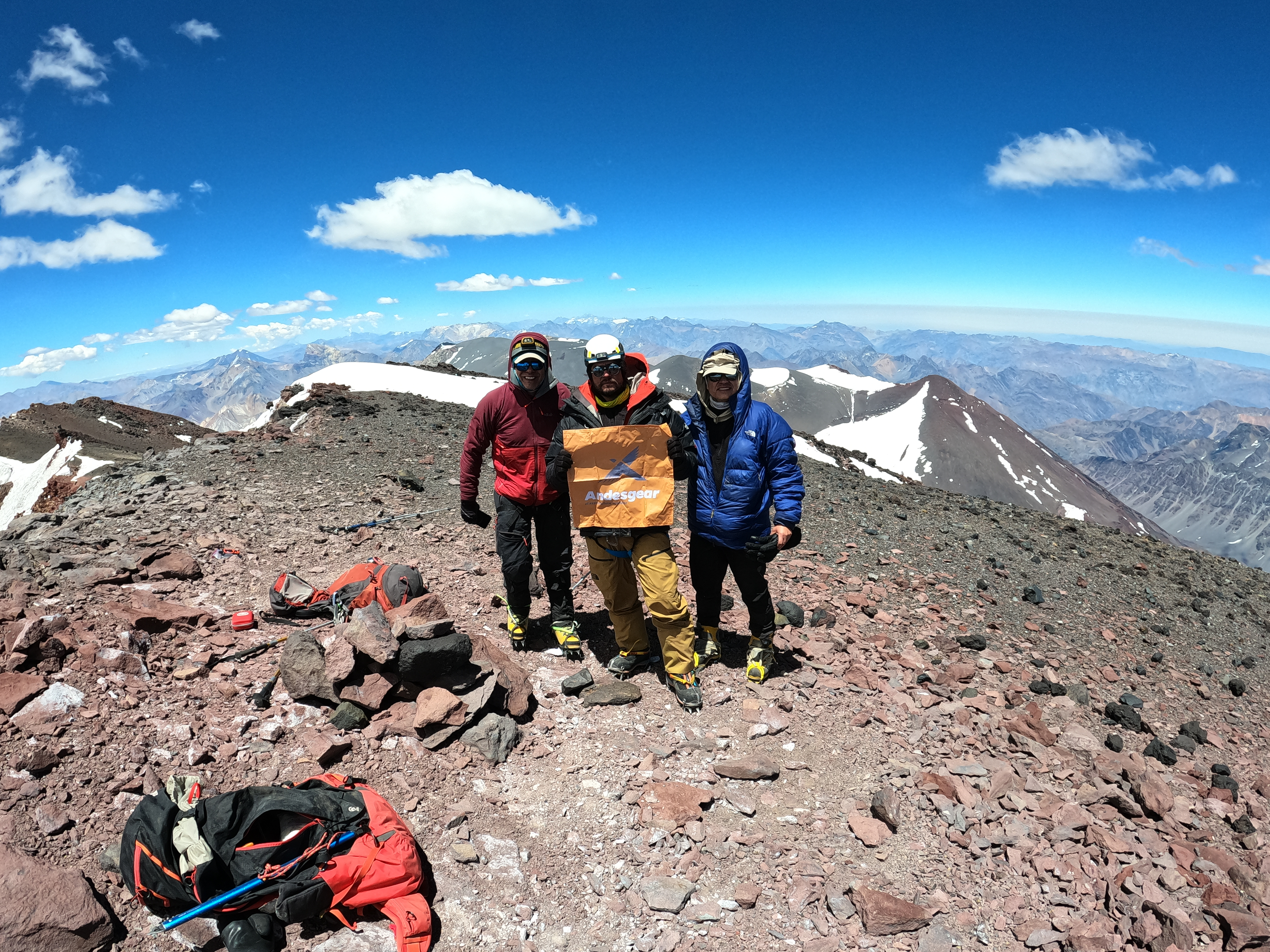
Cumbre Cerro Marmolejo. Detrás se observa el Volcán San José.

El cerro Marmolejo, es un estratovolcán ubicado en la cordillera de los Andes. El mismo se encuentra en la frontera entre Chile y Argentina. Su cumbre se encuentra a 6108 m s. n. m., lo que lo convierte en el seismil más austral del mundo. Volcánicamente está ubicado dentro del complejo volcánico San José junto a los cercanos San José, La Engorda, Plantat y Espíritu Santo. Se destaca por su gran glaciar y su pared norte. Se encuentra en proximidades del Nevado de los Piuquenes.
El Marmolejo es un estratovolcán caracterizado por una gran caldera, el mismo es producto de erupciones que acontecieron hace unos dos millones de años. Su cono se destaca por paredes que tienen poco más de 2000 metros de alto, lo que se manifiesta claramente en la pared norte.
 

La montaña fue escalada por primera vez por Sattler, Maass y Krückel en 1928 — representando al Club Alemán Andino — siguiendo la ruta de la vertiente oriental. En 1943 Bachman, Krahl y Araneda, realizaron el primer ascenso por el estero Marmolejo. En noviembre de 2023, tres montañistas argentinos perdieron la vida tras ascender a la cumbre desde el lado chileno.

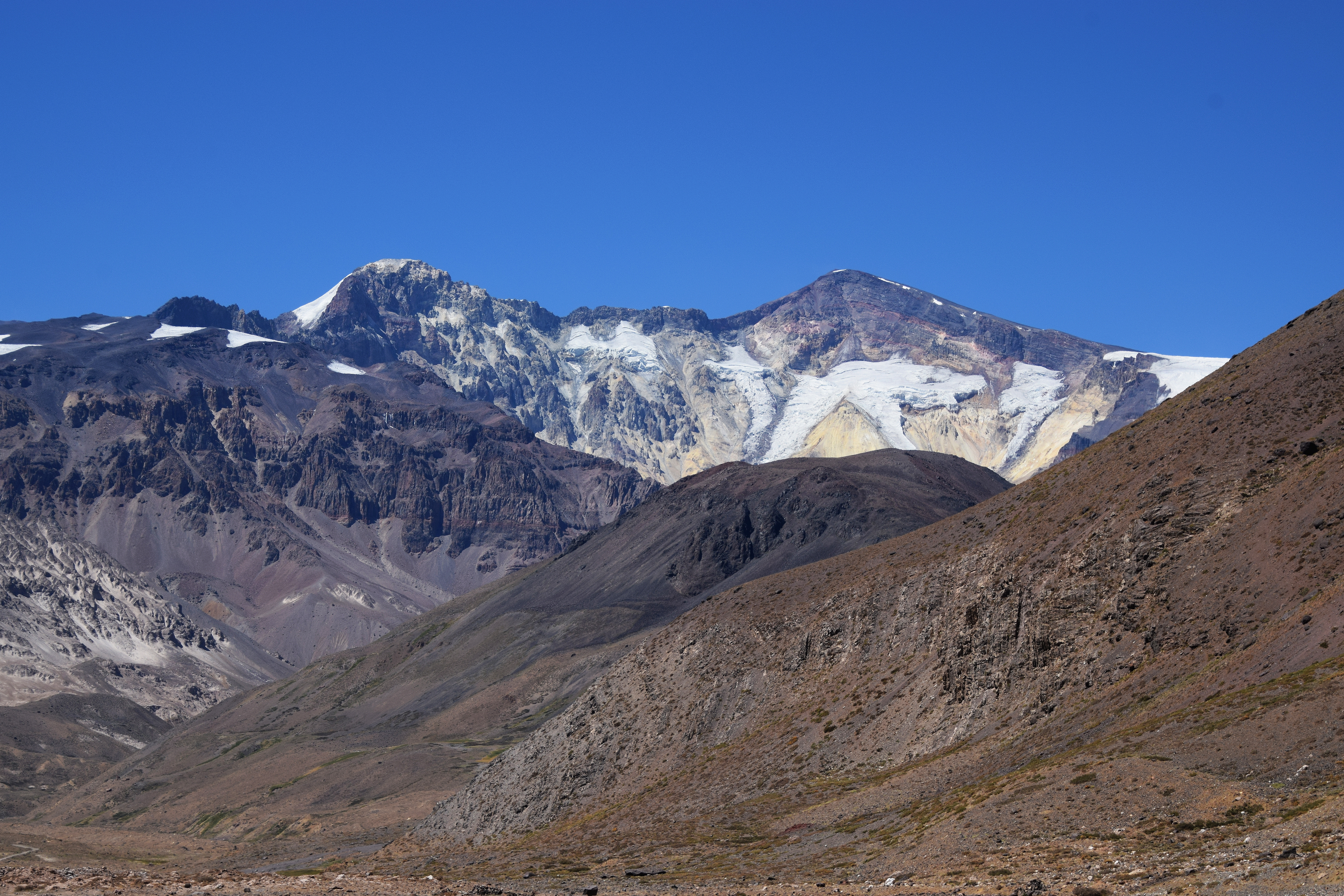
Vista de la cima del Marmolejo desde el norte. Se ve la cara sur de la caldera.

## Toponimia
Su nombre hace honor a Alonso de Góngora Marmolejo, al que se considera el primer historiador de Chile. Marmolejo llegó a Chile en 1549 junto a una expedición al mando de Pedro de Valdivia.

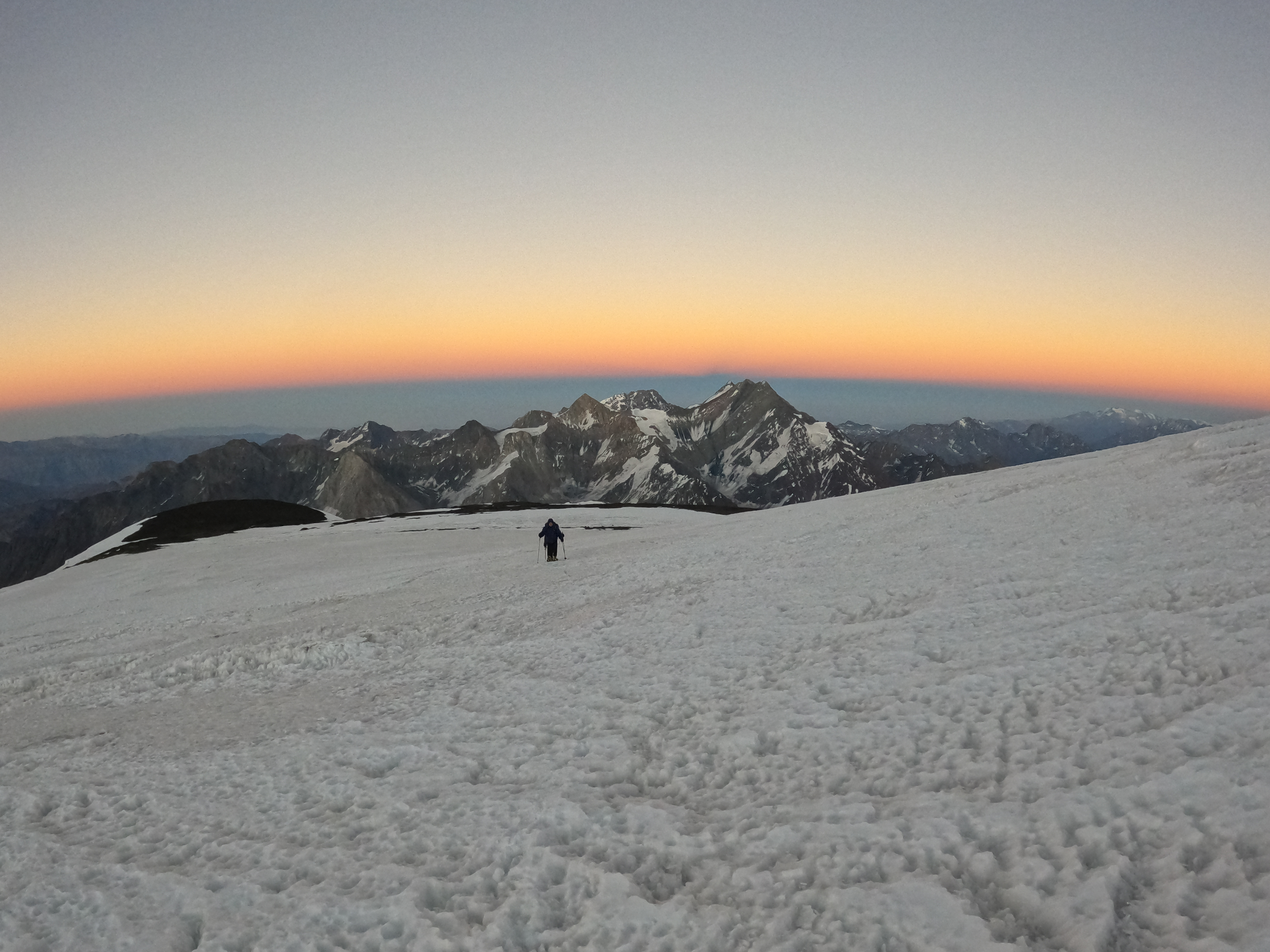
Cruce glaciar cerro Marmolejo

## Galería

Cerro Marmolejo
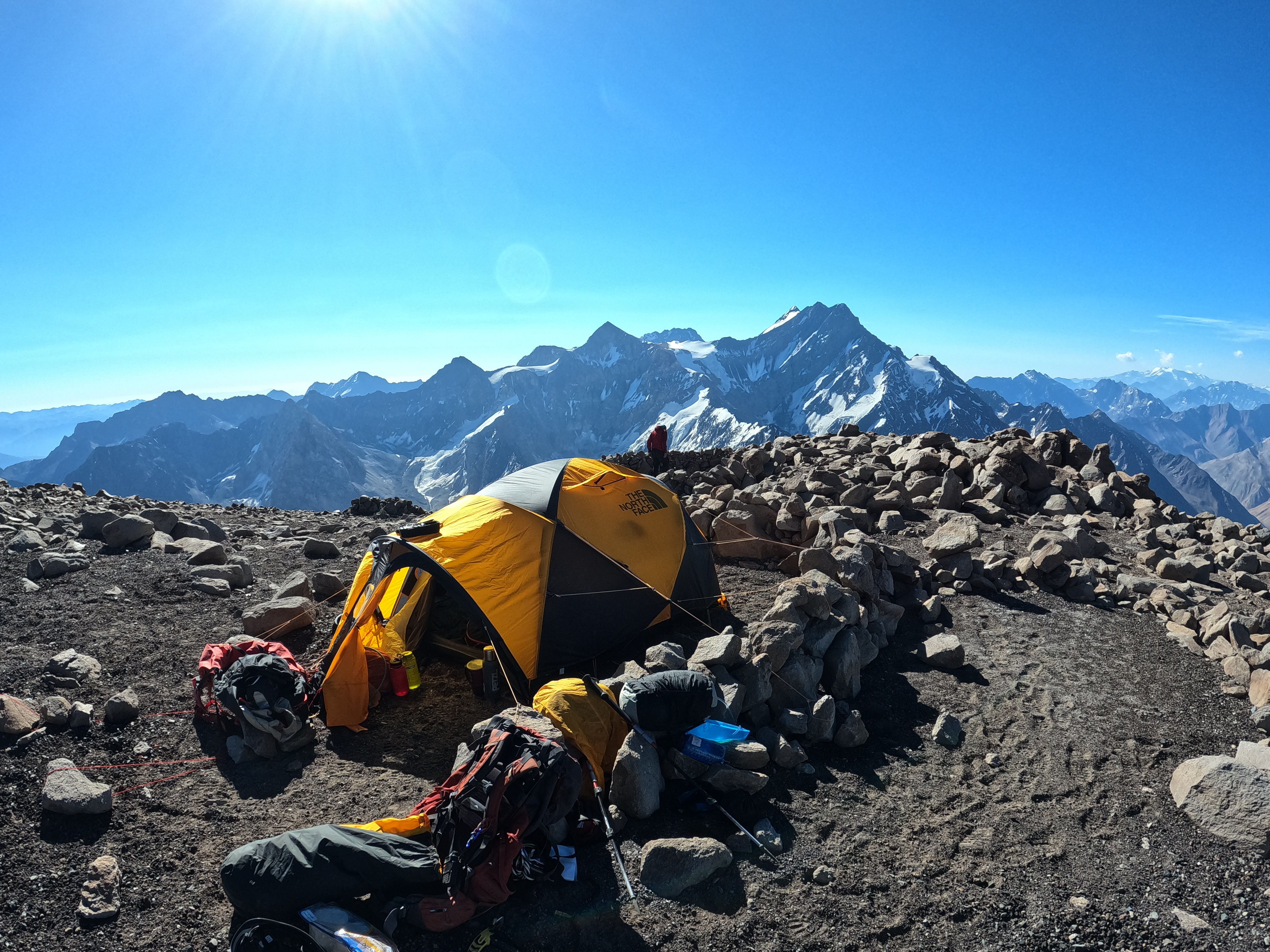
Foto del Campamento de Altura a 4.900 m.
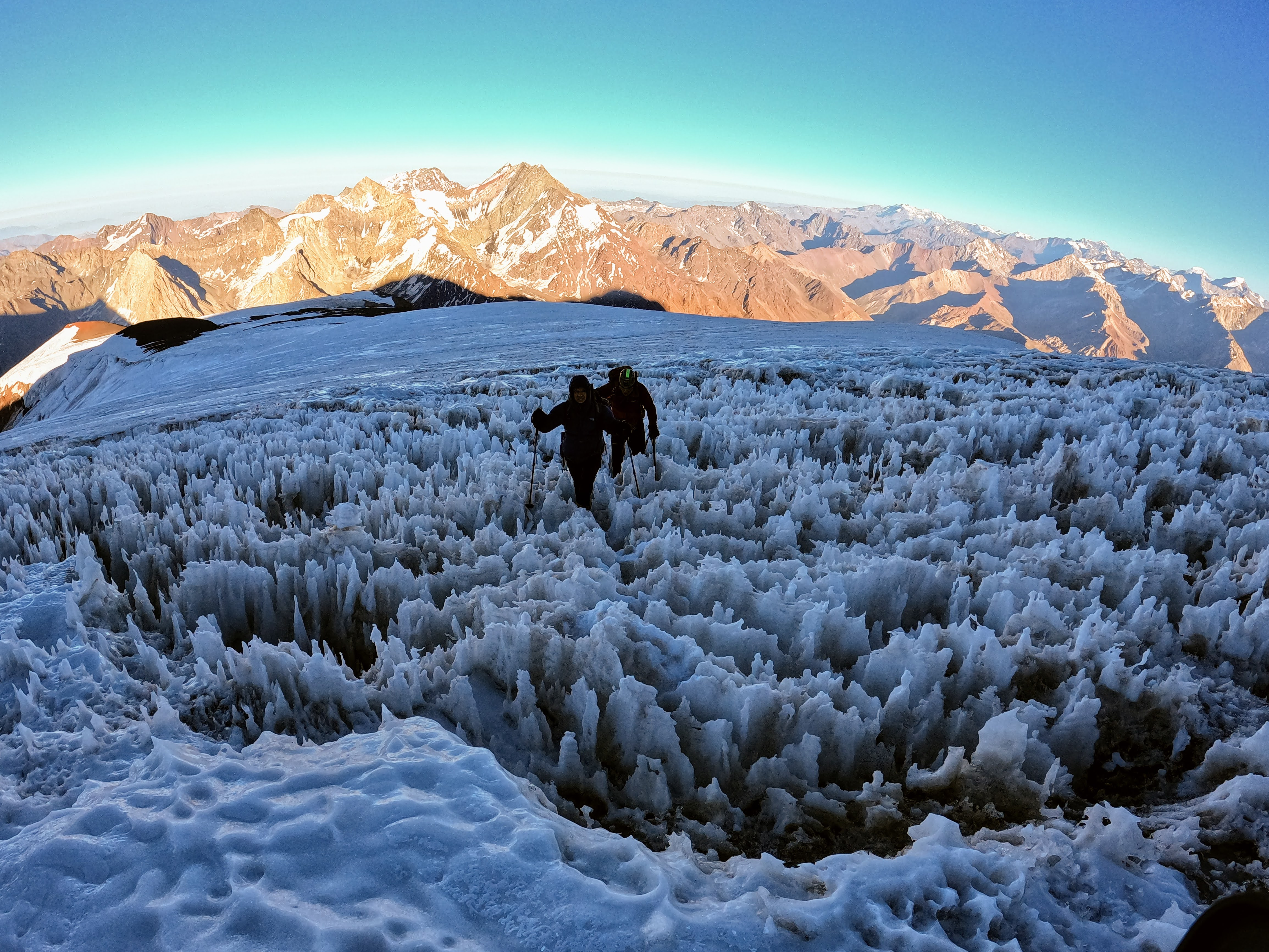
Última parte del Glaciar que se debe cruzar para llegar a la cumbre. 5.450 m de altura.
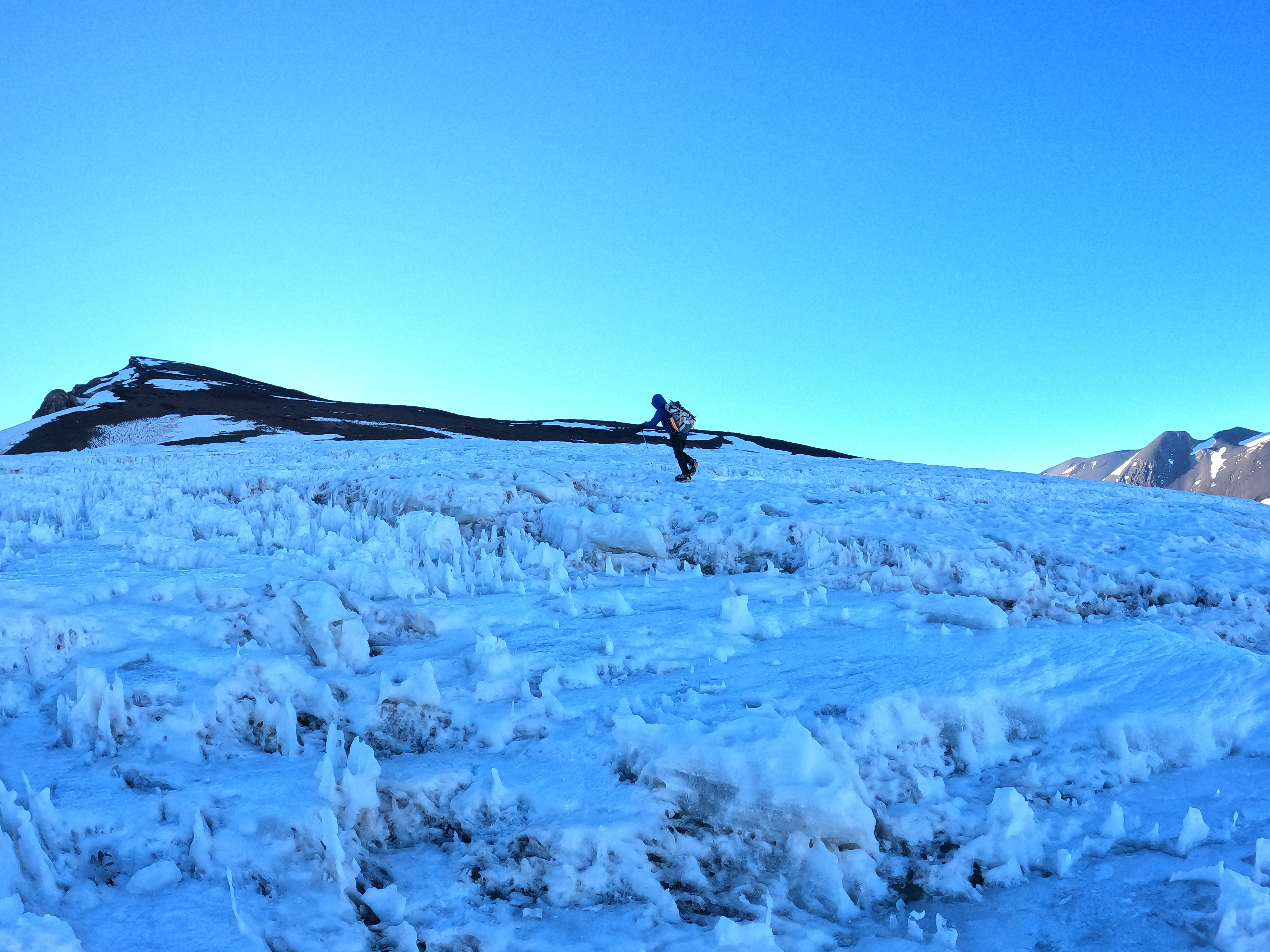
Último tramo al finalizar la zona glaciar. Luego de este punto no existen grietas.
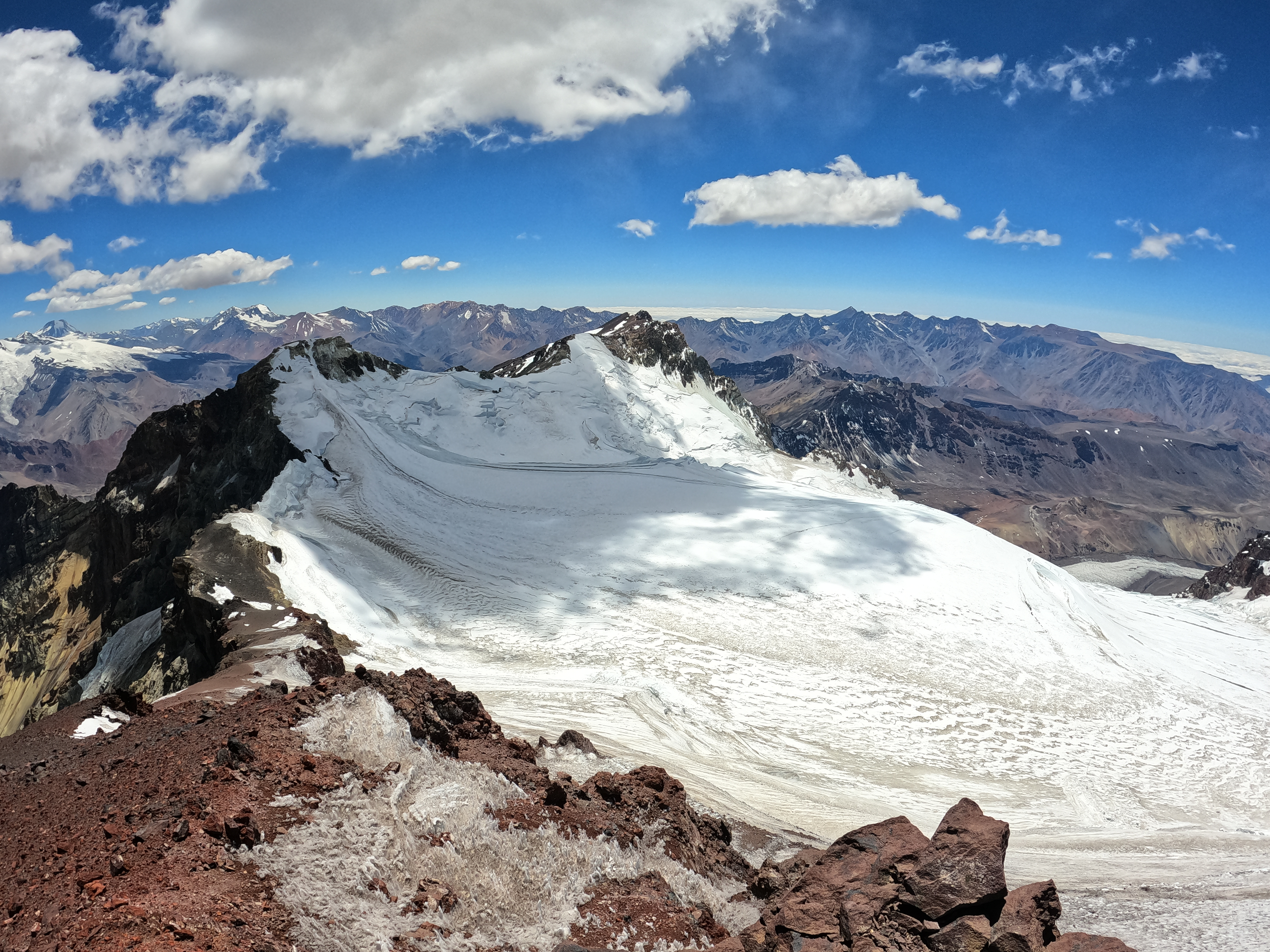
Vista desde la Cumbre al lado Argentino.
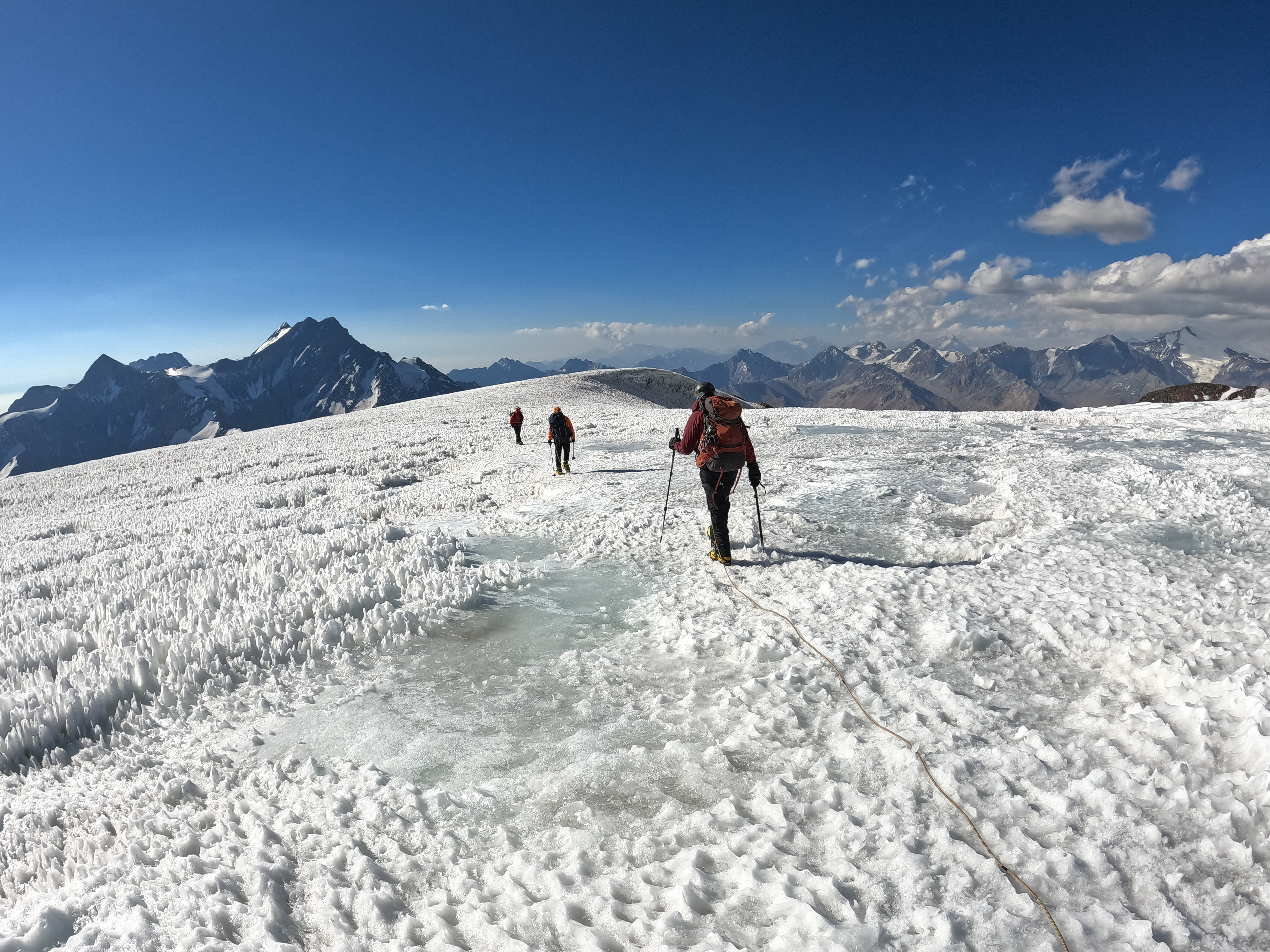
Descenso por la zona Glaciar. Las altas temperatura hacen que aparezcan grietas que antes no fueron visibles.
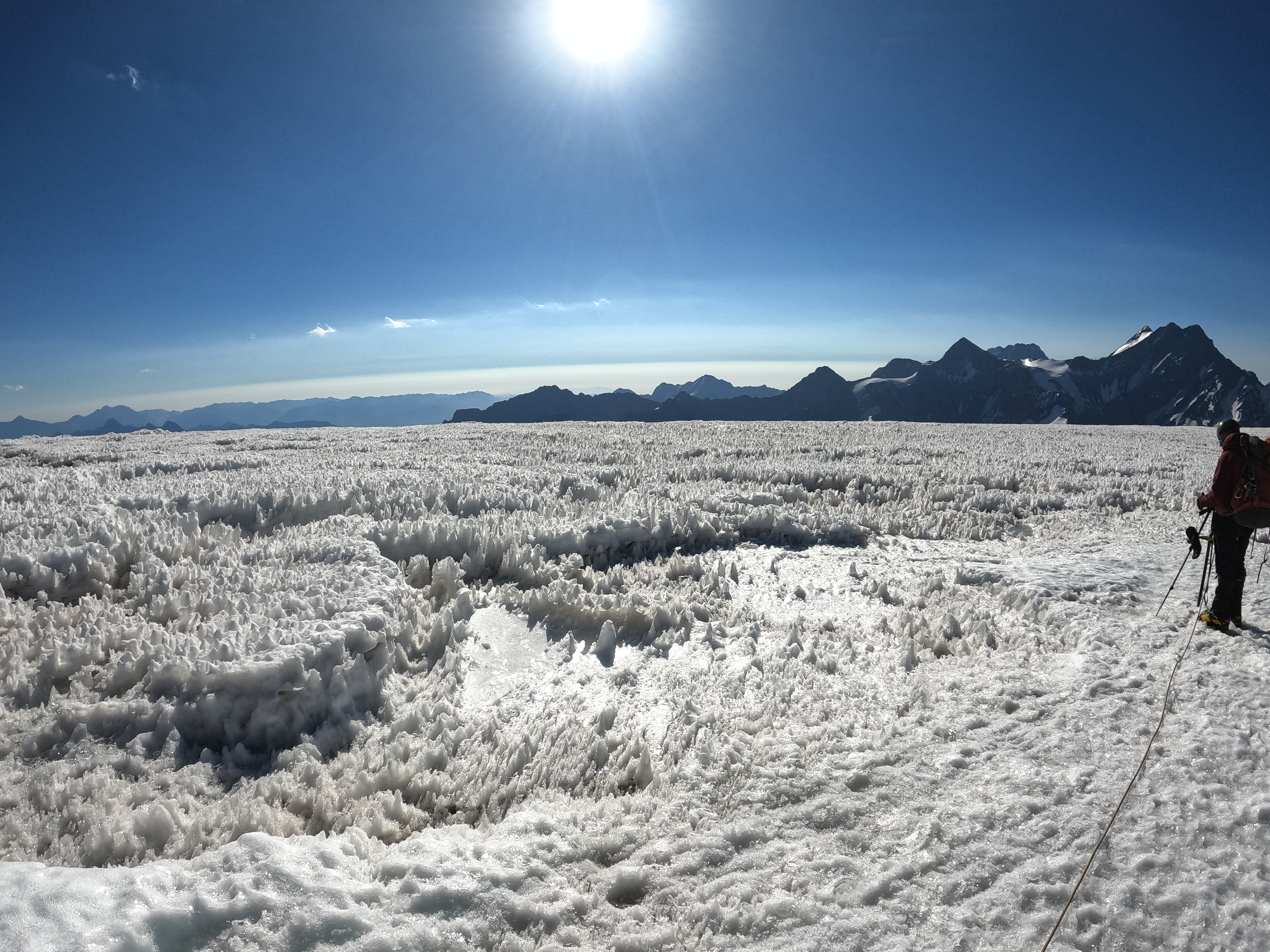
Un mar de grietas se deben esquivar durante el descenso.